# Ivone Mufuca
Ivone da Conçeicão Mufuca (* 24. April 1972 in Benguela, Angola; † 10. Januar 2016 in Luanda, Angola) war eine angolanische Handballspielerin, die für die angolanische Nationalmannschaft auflief.

## Leben
Mufuca begann ihre Karriere bei dem in ihrer Geburtsstadt ansässigen Verein Clube Nacional de Benguela. Nachdem Mufuca anschließend für Grupo Desportivo da Enana aufgelaufen war, schloss sie sich Atlético Sport Aviação an, mit dem sie 1998 die angolanische Meisterschaft gewann.
Mufuca gewann drei Mal die Afrikameisterschaft mit der angolanischen Nationalmannschaft. Weiterhin belegte Mufucu mit Angola den neunten Platz bei den Olympischen Spielen 2000. Während des olympischen Turniers erzielte sie insgesamt 22 Treffer.
Mufuca verstarb in Folge von Komplikationen bei der Geburt ihres dritten Kindes.